# Bruno de Dieuleveult
Pour les autres membres de la famille, voir Famille de Dieuleveult.
Bruno de Dieuleveult est un storyboardeur et dessinateur de bande dessinée né à Angers le 25 octobre 1942 et décédé à Rouen le 16 décembre 2014.

## Biographie
Il a notamment travaillé avec Gérard Oury, Gérard Vergez, Patrice Leconte, Jean-Jacques Beineix, Régis Wargnier, Nicole Garcia, Alain Berbérian, Patrick Braoudé, Douglas Law, Djamel Bensalah, Alain Berliner, Agnès Jaoui, Gérard Corbiau…